# ヨドサポン・ティアングダ
ヨドサポン・ティアングダ（泰: ยศพล เทียงดาห์, 1992年4月6日 - ）は、タイ王国・スリン県出身のサッカー選手。ポジションはゴールキーパー。タイ・プレミアリーグのブリーラム・ユナイテッドFC所属。